# ビセンテ・ロドリゲス
ビセンテ・ロドリゲス・ギジェン（Vicente Rodríguez Guillén、1981年7月16日 - ）は、スペイン・バレンシア出身の元サッカー選手。元スペイン代表。ポジションはMF（左ウインガー）。登録名は「ビセンテ（Vicente）」。
優れたテクニックや得点能力を兼ね備えた左ウインガーであったが、幾度もの怪我によってその才能を十分に発揮できないでいた。

## 経歴

### クラブ
幼少時代から地元のクラブバレンシアCFを応援していた。バレンシアにあるレバンテUDの下部組織に入団し、16歳だった1997年11月23日にCDレガネス戦でトップチームデビューした。セグンダ・ディビシオン（2部）に属していたレバンテUDでの活躍から、アーセナルFC、バレンシアCF、レアル・マドリードなどが注目する存在となり、2000年夏にバレンシアCFに移籍した。
左ウイングのキリ・ゴンサレスとのポジション争いに勝利し、2000-01シーズンはプリメーラ・ディビシオン（1部）初挑戦ながら33試合に出場して5得点を挙げる活躍を見せた。それに加えてUEFAチャンピオンズリーグでは13試合に出場したが、バイエルン・ミュンヘンとの決勝戦はベンチで敗戦を眺めた。2001年夏にラファエル・ベニテス監督が就任すると、自身の出場試合数・得点数は減らしたが30年ぶりのリーグ優勝を果たした。2003-04シーズンは33試合出場12得点と絶好調で、自身2度目のリーグ優勝を果たし、UEFAカップでは7試合に出場して2得点をマークし、決勝ではミスタの得点をアシストして優勝に貢献した。
2004年夏にはビッグクラブからの誘いがあったが、バレンシアCFとの契約を4年延長した。2004年のバロンドール投票では1ポイントを獲得して28位にランクインした。イタリア人のクラウディオ・ラニエリ監督が就任したことや、足首の怪我に悩まされたことから出場機会を減らし、2004-05シーズンのリーグ戦出場はわずか12試合にとどまり、チームも7位に終わった。2005-06シーズンも足首の怪我に苦しみ、優勝したFCバルセロナから勝ち点11も離された。足首の他にもしばしば怪我で離脱したが、2006-07シーズンのUEFAチャンピオンズリーグ・チェルシーFC戦ファーストレグでは太腿を負傷し、その後のシーズンを棒に振った。ダビド・シルバが台頭したこともあり、リーグ戦出場は16試合にとどまった。
2007年9月にはクラブのメディカルスタッフが「ビセンテの筋肉トラブルは彼の精神的な問題によるもの」と発言し、それに対して不満を爆発させた。UEFAチャンピオンズリーグ予選3回戦のIFエルフスボリ戦で復活弾を決めたが、トレーニング中の負傷によりベンチから眺める試合が続き、2007-08シーズンは17試合出場にとどまった。2008-09シーズンはフアン・マヌエル・マタとの交代で出場することが多かったが、過去5シーズンで最多の27試合に出場し、6得点を挙げた。2009-10シーズンは前半戦を丸々棒に振り、2010年1月6日にリーグ戦初出場を果たした。
ケガや若手の台頭で出場機会が減っていき、契約最終年である2010-11シーズンも、途中出場を含め17試合に留まった。契約の延長はされず、11年過ごしたクラブを契約満了で退団した。
2011年8月、フットボールリーグ・チャンピオンシップ (イングランド2部相当)に昇格したブライトン・アンド・ホーヴ・アルビオンFCと1年契約を結んだ。
2014年4月17日に、現役引退を発表した。

### スペイン代表
1998年にはUEFA U-16欧州選手権に出場し、1999年にはイケル・カシージャスらとともにUEFA-CAF メリディアン・カップを制した。2001年3月のサッカーフランス代表との親善試合でスペイン代表デビューした。2002 FIFAワールドカップの本大会参加メンバーからは落選したが、ポルトガルで開催されたUEFA欧州選手権2004には選ばれ、グループリーグ3試合すべてに出場した。2005年10月、スペイン代表合宿中にカルレス・プジョルに足首を激しく削られ、取っ組み合いの喧嘩になったことがある。2006 FIFAワールドカップのスペイン代表候補27名に残ったが、本大会出場メンバーからは落選した。

## 所属クラブ
- 1997-2000  レバンテUD
- 2000-2011  バレンシアCF
- 2011-2013  ブライトン・アンド・ホーヴ・アルビオンFC

## 代表
38試合 / 3得点
- 2001年3月　フランス代表戦でスペイン代表デビュー
- 2004年　EURO2004・ポルトガル大会 - 1次リーグ敗退

## タイトル

### クラブ
- リーガ・エスパニョーラ - 優勝: 2001-02, 2003-04
- UEFAカップ - 優勝: 2004
- UEFAスーパーカップ - 優勝: 2004
- コパ・デル・レイ - 優勝: 2007-08

### スペイン代表
- UEFA-CAF メリディアン・カップ - 優勝: 2004